# Dublinverordening
De Dublinverordening (ook wel kortweg Dublin II) was een per 1 september 2003 van kracht geworden EG-verordening nr. 343/2003 van de Raad (van 18 februari 2003). Deze verordening vervangt de oudere Overeenkomst van Dublin (Dublin I) en regelt welke staat in Europa verantwoordelijk is voor behandeling van een asielverzoek. Sinds 1 januari 2014 is Dublin II vervangen door de Dublin III verordening. 
De officiële naam voor de verordening luidt 'Verordening (EG) nr. 343/2003 van de Raad van 18 februari 2003 tot vaststelling van de criteria en instrumenten om te bepalen welke lidstaat verantwoordelĳk is voor de behandeling van een asielverzoek dat door een onderdaan van een derde land bĳ een van de lidstaten wordt ingediend'.
Deze verordening vervangt de Overeenkomst van Dublin uit 1990 en heeft eveneens de strekking een regeling te treffen om tot een verdeling te komen voor de verantwoordelijkheid voor de behandeling van asielverzoeken die zijn ingediend op grond van het Vluchtelingenverdrag.
De verordening regelt evenals die daaraan voorafgaande overeenkomst welke lidstaat verantwoordelijk is voor de behandeling van een asielverzoek, dat was ingediend in een van de lidstaten. Uitgangspunt van de verordening is eveneens dat een asielzoeker zijn asielaanvraag in één EU-land behandeld krijgt; opeenvolgende aanvragen binnen de Dublinlanden, zoals de ondertekenende staten van de aanvankelijke overeenkomst en de latere verordening worden genoemd, moeten voorkomen worden.
Indien op grond van de regels een ander land verantwoordelijk zou zijn voor een asielverzoek dan bijvoorbeeld Nederland, dan kon Nederland een verzoek indienen bij dat andere land om overdracht (de zogenaamde Dublin-claim), zonder dat Nederland het betreffende asielverzoek in behandeling hoefde te nemen. Indien de claim door het andere Dublinland werd geaccordeerd, dan zou Nederland de asielzoeker overdragen.

## Achtergrond
De volledige naam van de Dublinverordening luidt: Verordening van de Raad tot vaststelling van de criteria en instrumenten om te bepalen welke lidstaat verantwoordelijk is voor de behandeling van een asielverzoek dat door een onderdaan van een derde land bij een van de lidstaten wordt ingediend. Deze verordening is op 25 februari 2003 gepubliceerd  in het Publicatieblad van de Europese Unie.
Sinds september 2003 gaat het niet meer om toepassing van een verdrag, maar om een toepassing van EG-recht dat rechtstreekse werking kan hebben. Zie hierover verder onder Rechtstreekse werking. De Dublinverordening is in Nederland sinds 1 maart 2007 verwerkt in de Vreemdelingencirculaire. en is van toepassing op alle lidstaten van de EU, dus ook op de later toegetreden lidstaten, alsook op Noorwegen, IJsland en Denemarken.
Het gaat om de volgende landen:
- De staten die destijds de Overeenkomst van Dublin sloten: België, Duitsland, Finland, Frankrijk, Griekenland, Ierland, Italië, Luxemburg, Nederland, Oostenrijk, Portugal, Spanje, Verenigd Koninkrijk en Zweden.
- De op 1 mei 2004 toegetreden lidstaten: Cyprus, Estland, Hongarije, Letland, Litouwen, Malta, Polen, Slovenië, Slowakije en Tsjechië.
- De landen waarmee (sinds maart 2001) een overeenkomst met de EU bestaat: Noorwegen en IJsland.
- De op 1 januari 2007 toegetreden lidstaten: Roemenië en Bulgarije.
- Per 1 april is de Dublinverordening ook van toepassing op Denemarken, omdat toen een overeenkomst tussen de EU en Denemarken van kracht werd.

Met Zwitserland (geen EG-staat) is ook een overeenkomst gesloten op 26 oktober 2005, maar deze zou
waarschijnlijk pas in 2008 van kracht worden.
Uit artikel 29 van de verordening blijkt dat zij van toepassing is op:
- alle asielverzoeken die zijn ingediend vanaf 1 september 2003;
- op elk verzoek om overname en terugname vanaf die dag, ongeacht de datum waarop het asielverzoek werd ingediend.

Voor de bepaling van de verantwoordelijkheid voor asielverzoeken die zijn ingediend vóór 1 september 2003 bleef de Overeenkomst van Dublin van toepassing.

## Toedelingssysteem
Evenals haar voorganger, de Overeenkomst van Dublin, bevat de Dublinverordening criteria die de verantwoordelijkheid voor een
eerste asielverzoek in de lidstaten bepalen. Die criteria zijn bindend en moeten in een vaste volgorde worden toegepast.
De lidstaat waar het eerste asielverzoek is ingediend, stelt vast welke eventuele andere lidstaat verantwoordelijk is voor de asielzoeker, tenzij deze inmiddels in een andere lidstaat verblijft. In dat geval moet de lidstaat waar de asielverzoeker nu verblijft, bepalen welke lidstaat
verantwoordelijk is.
De lidstaat waar het eerste asielverzoek is ingediend, is verplicht om de asielzoeker terug te nemen die zich in een andere lidstaat ophoudt en daar opnieuw een asielverzoek heeft ingediend. Die verplichting geldt niet meer wanneer de asielzoeker het grondgebied van de lidstaten inmiddels ten minste drie maanden geleden heeft verlaten of indien een lidstaat deze asielzoeker een verblijfstitel heeft verleend.
De verantwoordelijkheid voor de behandeling van het asielverzoek vervalt ook als de lidstaat na intrekking of afwijzing van het asielverzoek het nodige heeft gedaan om te bereiken dat de vreemdeling het grondgebied van de EU verlaat, alsook na niet in acht nemen van tijdslimieten bij terug- of overname.
Belangrijke criteria zijn:
- Een lidstaat is verantwoordelijk als deze de asielzoeker een verblijfstitel of visum heeft verschaft (zie Visum).
- De lidstaat waar de asielzoeker illegaal is binnengereisd, is verantwoordelijk voor diens asielverzoek. Deze verantwoordelijkheid eindigt 12 maanden na de illegale binnenkomst en geldt niet, wanneer de asielzoeker vóór het indienen van het asielverzoek minstens 5 maanden illegaal in een andere lidstaat heeft verbleven.
- De lidstaat is verantwoordelijk, indien de asielzoeker hier verblijft en hij voor deze lidstaat niet visumplichtig is. Een lidstaat is tevens verantwoordelijk, indien de asielzoeker op weg naar een land buiten de EU het asielverzoek indient in de internationale transitzone van zijn luchthaven.
- Indien bovengenoemde criteria niet opgaan, is die lidstaat verantwoordelijk waar een asielzoeker als eerste zijn asielverzoek heeft ingediend.

## Humanitaire clausules
De Verordening biedt de mogelijkheid voor lidstaten om een asielverzoek vrijwillig aan zich te trekken. Dat wil zeggen dat de asielzoeker niet naar een andere staat wordt verwezen. Eventuele instemming van de asielzoeker is daarbij niet vereist. Dit kan gebeuren indien er concrete aanwijzingen zijn, dat de verplichtingen uit hoofde van het Vluchtelingenverdrag of het EVRM niet worden nageleefd door de anders verantwoordelijke lidstaat. Op die bepaling kan ook een beroep worden gedaan bij (uitzonderlijke) gevallen van humanitaire aard, zoals een noodzakelijke medisch-specialistische behandeling waarvoor Nederland het meest aangewezen land is.

## Rechtstreekse werking
Met de inwerkingtreding van de Dublinverordening is niet langer een verdrag van toepassing, maar het EG-recht. Dat betekent dat de Dublinverordening, in tegenstelling tot de daaraan voorafgaande Overeenkomst van Dublin, rechtstreekse werking kan hebben, doordat het EG-recht een eigen (supranationale) rechtsorde vormt.
Uit artikel 249 EG-verdrag vloeit voort dat een verordening algemene strekking heeft, verbindend is in al haar onderdelen en rechtstreeks toepasselijk is in elke lidstaat. In beginsel kunnen bepalingen uit de Dublinverordening automatisch voorrang hebben boven de eigen nationale wetgeving van lidstaten, zelfs boven de grondwet van betreffende lidstaat). Een asielzoeker kan er zich rechtstreeks op beroepen. Dit is een belangrijke verandering ten opzichte van de Overeenkomst van Dublin.
Het is niet waarschijnlijk dat alle bepalingen van de verordening die rechtstreekse werking hebben. Voor rechtstreekse werking is vereist, dat ze voldoende concreet zijn en geen discretionaire ruimte (beleidsvrijheid) voor de lidstaat openlaten.

## Uitvoeringsverordening
Naast de Dublinverordening is er ook EG-verordening nr. 1560/2003 van de commissie van 2 september 2003 van belang, kortweg de Dublin Uitvoeringsverordening.
Die verordening bevat de uitvoeringsbepalingen van de Dublinverordening en bevat een uitwerking van sommige bepalingen van de verordening zelf. Met name worden daarin procedures voor overdracht van asielzoekers beschreven en ook is de humanitaire clausule (art. 15 Dublinverordening) hierin uitgewerkt.
Deze Uitvoeringsverordening bevat ook een lijst met bewijsmiddelen of aanknopingspunten, die in twijfelgevallen een rol kunnen spelen in de beantwoording van de vraag welke lidstaat verantwoordelijk is voor de behandeling van een asielverzoek.